# Нојштат ин Захсен
Нојштат ин Захсен (њем. Neustadt in Sachsen) град је у њемачкој савезној држави Саксонија. Једно је од 41 општинског средишта округа Зексише Швајц-Остерцгебирге. Према процјени из 2010. у граду је живјело 14.203 становника. Посједује регионалну шифру (AGS) 14628260.

## Географски и демографски подаци
Нојштат ин Захсен се налази у савезној држави Саксонија у округу Зексише Швајц-Остерцгебирге. Град се налази на надморској висини од 340 метара. Површина општине износи 83,0 km². У самом граду је, према процјени из 2010. године, живјело 14.203 становника. Просјечна густина становништва износи 171 становника/km².

## Међународна сарадња
| Мјесто | Држава     | Врста сарадње | Од    |
| ------ | ---------- | ------------- | ----- |
| Келен  | Луксембург | пријатељство  | 1995. |
| Извор  |            |               |       |